# Diplodus bermudensis
Diplodus bermudensis är en fiskart som beskrevs av Caldwell, 1965. Diplodus bermudensis ingår i släktet Diplodus och familjen havsrudefiskar. Inga underarter finns listade i Catalogue of Life.